# Kristaps Zvejnieks
Kristaps Zvejnieks (* 15. Februar 1992 in Riga) ist ein ehemaliger lettischer Skirennläufer und Inline-Alpinläufer.

## Werdegang

### Ski alpin
Zvejnieks startete am 6. Dezember 2007 beim FIS-Rennen im norwegischen Geilo im Riesenslalom, kam auf Platz 65. Bis 2011 war er in FIS-Rennen angetreten. Bei den Alpinen Ski-Juniorenweltmeisterschaften 2008 in Formigal kam er im Slalom auf den 36. Platz, im Riesenslalom auf den 47. Platz und Super G auf den 52. Platz. Die weiteren Teilnahmen bei den Juniorenweltmeisterschaften 2010, 2011 und 2012 verliefen ähnlich wie 2008. 2010 nahm er bei den Olympischen Winterspielen 2010 in Vancouver teil. Dort wurde er im Riesenslalom 62. und im Slalom 37. Am 21. Januar 2011 gab er sein Debüt im Europacup in Oberjoch, qualifizierte sich im Riesenslalom nicht für den 2. Durchgang und wurde einen Tag später im Slalom 41. Zvejnieks wurde auch bei den Alpinen Skiweltmeisterschaften 2011 in Garmisch-Partenkirchen eingesetzt. Im Riesenslalom gelang ihm der 54. Platz und im Slalom der 36. Platz. Am 24. Januar 2012 startete er erstmals im Weltcup. In der Europacup-Saison 2011/12 holte er sich in Obereggen im Slalom mit Platz 30 seinen ersten Europacup-Punkt. In der Weltcupsaison 2015/16 sicherte er sich mit einem 26. Platz im Slalom von Santa Caterina Valfurva seine ersten Weltcuppunkte. Er ist damit der erste Skirennläufer aus Lettland, der Weltcuppunkte sammeln konnte.

### Inline Alpin
Bei der Inline-Alpin-Europameisterschaft 2006 in Prag kam er auf den 22. Platz. Am 29. Juli 2007 startete er im Inline-Alpin-Europacup in Smiltene, erreichte den siebenten Platz. In der Europagesamtwertung kam er auf den 23. Platz. Bei der Inline-Alpin-Junioreneuropameisterschaft 2007 Susten belegte er den vierten Platz. Im Europacup 2008 feierte er in Smiltene seinen ersten Sieg und belegte in der Gesamtwertung den 12. Platz. Als der Europacup in den Weltcup überging startete Zvejnieks am 27. Juni 2010 auch zum ersten Mal im Weltcup in Jirkov und belegte den 21. Platz. Eine Saison später feierte er in Němčičky seinen ersten Weltcupsieg. In der Saison 2012 wurde Zvejnieks Weltmeister im Slalom und wurde Weltcupgesamtsieger. Außerdem ist der seit 2010 im Internationalen Inline-Cup unterwegs und holte in der Saison 2012 einen Sieg in Degmarn sowie einen Sieg in Sigulda. In der Saison 2013 gewann er die Weltcupstationen in Genua, Oberhundem und Jirkov. Bei den Inline-Alpin-Europameisterschaft 2013 in Degmarn belegte er im Riesenslalom den vierten Platz.

## Erfolge Ski Alpin

### Olympische Winterspiele
- Vancouver 2010: 62. Riesenslalom, 37. Slalom
- Sotschi 2014: 43. Riesenslalom
- PyeongChang 2018: 35. Riesenslalom, 26. Superkombination

### Weltmeisterschaften
- Garmisch-Partenkirchen 2011: 36. Slalom
- Schladming 2013: 38. Slalom
- Vail/Beaver Creek 2015: 37. Slalom
- St. Moritz 2017: 32. Slalom

### Weltcup
- 1 Platzierungen unter den besten 30

### Weltcupwertungen
| Saison  | Gesamt | Gesamt | Slalom | Slalom |
| Saison  | Platz  | Punkte | Platz  | Punkte |
| ------- | ------ | ------ | ------ | ------ |
| 2015/16 | 149.   | 5      | 56.    | 5      |

### Europacup
- 2 Platzierungen unter den besten 10

### Juniorenweltmeisterschaften
- Formigal: 52. Super-G, 47. Riesenslalom, 36. Slalom
- Mont Blanc 2010: 43. Slalom
- Roccaraso 2012: 38. Abfahrt, 35. Super-G, 39. Riesenslalom
- Québec 2013: 45. Abfahrt, 47. Super-G, 33. Riesenslalom, 14. Slalom, 8. Superkombination

### Weitere Erfolge
- 3 Podestplätze im Far East Cup
- 16 Siege in FIS-Rennen

## Erfolge Inline
Inline-Alpin-Junioreneuropameisterschaft
- Susten 2007: 4.

Inline-Alpin-Europameisterschaft
- Prag 2006: 22. Slalom
- Degmarn 2013: 4. Riesenslalom
- Němčičky 2015: 1. Slalom

Inline-Alpin-Weltmeisterschaft
- Unterensingen 2010: 36.
- Cham 2012: 1. Slalom, DNS Riesenslalom, ausgeschieden im 2. Durchgang Team Slalom
- Oberhundem 2014: 2. Slalom, 12. Riesenslalom, 4. Parallelslalom, 2. Team Slalom

Inline-Alpin-Europacup-Siege
| Nr. | Datum        | Ort      | Land     |
| --- | ------------ | -------- | -------- |
| 1.  | 6. Juli 2008 | Smiltene | Lettland |

Inline-Alpin-Europacup-Platzierungen
| Saison | Platz | Punkte |
| ------ | ----- | ------ |
| 2007   | 23    | 66     |
| 2008   | 12    | 107    |

Inline-Alpin-Weltcup-Siege
| Nr. | Datum              | Ort        | Land        |
| --- | ------------------ | ---------- | ----------- |
| 1.  | 11. September 2011 | Němčičky   | Tschechien  |
| 2.  | 17. Juni 2012      | Turnov     | Tschechien  |
| 3.  | 19. August 2012    | Cham       | Deutschland |
| 4.  | 2. Juni 2013       | Genua      | Italien     |
| 5.  | 9. Juni 2013       | Oberhundem | Deutschland |
| 6.  | 23. Juni 2013      | Jirkov     | Tschechien  |
| 7.  | 13. Juli 2013      | Tuttlingen | Deutschland |

Inline-Alpin-Weltcup-Platzierungen
| Saison | Platz | Punkte |
| ------ | ----- | ------ |
| 2010   | 38    | 14     |
| 2011   | 5     | 245    |
| 2012   | 1     | 405    |
| 2013   | 1     | 415    |
| 2014   | 7     | 182    |
| 2015   | 12    | 80     |

Internationaler Inline-Cup-Siege
| Nr. | Datum              | Ort        | Land        | Klasse |
| --- | ------------------ | ---------- | ----------- | ------ |
| 1.  | 30. Juni 2012      | Degmarn    | Deutschland | J18    |
| 2.  | 14. Juli 2012      | Sigulda    | Lettland    | J18    |
| 3.  | 8. Juni 2013       | Oberhundem | Deutschland | U21    |
| 4.  | 6. Juli 2013       | Degmarn    | Deutschland | U21    |
| 5.  | 5. Juli 2014       | Degmarn    | Deutschland | Herren |
| 6.  | 13. September 2014 | Oberhundem | Deutschland | Herren |

Internationaler Inline-Cup-Platzierungen
| Saison | Platz | Punkte | Klasse |
| ------ | ----- | ------ | ------ |
| 2010   | 9     | 80     | J18    |
| 2011   | 12    | 80     | J18    |
| 2012   | 5     | 218    | J18    |
| 2013   | 2     | 200    | U21    |
| 2014   | 2     | 200    | Herren |

Weitere Erfolge
- 27. Indoor-Slalom 2009
- 13 Siege in FIS-Rennen